# Željko Cicović
Željko Cicović (szerbül: Жељко Цицовић, Belgrád, 1971. szeptember 8. –) szerb válogatott labdarúgókapus.
A jugoszláv válogatott tagjaként részt vett a 2000-es Európa-bajnokságon.